# Magistralni put 23
Die Magistralni put 23 ist eine Bundesstraße in Serbien. Sie beginnt in Pojate an der Autoput A1 und führt in westlicher Richtung über Kruševac, Čačak, Požega, Užice, Zlatibor, Nova Varoš und Prijepolje bis zur serbisch-montenegrinischen Grenze bei Gostun. Die Bundesstraße ist Teil der Europastraßen E761 und E763.

## Planungen
Derzeit wird parallel zur Bundesstraße die Autoput A5 zwischen Pojate und Čačak sowie die Autoput A2 zwischen Čačak und Požega gebaut, der nach Fertigstellung die Bundesstraße entlasten soll. In Zukunft soll zwischen Požega und Užice die Autoput A10 gebaut werden, der nach Fertigstellung auch diesen Abschnitt der Bundesstraße entlasten soll. Die restliche Bundesstraße bis zur serbisch-montenegrinischen Grenze soll nach komplette Fertigstellung der Autoput A2 entlastet werden.